# Amber Marshall
Amber Marshall (London, Ontario; 2 de junio de 1988) es una actriz canadiense, más conocida por su papel como Amy Fleming en la serie Heartland de CBC.

## Biografía
Nacida y criada en London, Ontario. Amber Marshall es una actriz canadiense. Ha aparecido en numerosas películas y producciones televisivas.
En la primavera del 2012 se comprometió con Shawn Turner, y el 27 de julio del siguiente año se casó( Divorciada). Desde 2016 vive en una granja en las afueras de Calgary, Alberta, con sus animales.
Fue asistente en una veterinaria y ha estado alrededor de caballos desde que tiene memoria. Aprendió a montar desde muy chica y dice que las dos cosas que más le gustan, la actuación y los caballos, se han unido para crear el personaje soñado de Amy en la serie y libros de Heartland.
Durante las filmaciones y el inicio de la producción de la segunda temporada de la serie, Amber empezó a ayudar en una clínica veterinaria cerca de donde vive. También fue voluntaria en Wildlife Rehabilitation Center, donde tomó clases y aprendió a trabajar con halcones.
Es amante de los animales. En su granja tiene caballos, perros, gatos, gallinas, conejos y hasta una alpaca.
Amber Marshall interpreta a Amy Fleming en Heartland. La serie de televisión basada en las 25 novelas escritas por Lauren Brooke. La serie comenzó en 2007 con "El regreso a casa". En octubre de 2016 fue la premier de la temporada 10, en CBC. La serie de televisión, filmada en High River, Alberta trata de una chica de 15 años, llamada Amy Fleming, que vive junto con su familia en la ciudad ficticia de Hudson, Alberta, a diferencia de los libros, los cuales se llevan a cabo en una granja en Virginia. Poseen un rancho llamado Heartland, en donde ayudan a caballos con problemas o maltratados a través de terapias psicológicas en lugar de manipularlos y sin recurrir a la fuerza. Con el tiempo, Amy se enfrenta a decisiones difíciles que ponen el futuro de Heartland en sus manos. Por este papel, Amber, ganó un Canadian Screen Star Award.
Marshall fue nominada a Mejor Actuación en una película de televisión, miniserie o personaje principal de Actriz Joven en los Young Artist Award, en Los Ángeles, por su papel en la película "The Elizabeth Smart Story", la cual está basada en la verdadera historia del secuestro de la adolescente Elizabeth Smart en 2002, en Utah.
Marshall ha tenido papeles regulares en las series de televisión The Power Strikers y Dark Oracle, y ha sido invitada en otras como DOC y Monk.

## Filmografía
| Año           | Título                    | Rol                | Notas                                         |
| ------------- | ------------------------- | ------------------ | --------------------------------------------- |
| 2000          | Super Rupert              | Ally               | Invitada 1 episodio, serie de TV              |
| 2001          | Twice in a Lifetime       | Renetta Moore      | Invitada 1 episodio, serie de TV              |
| 2002          | Monk                      | Lemonade Girl      | Invitada 1 episodio, serie de TV              |
| 2002          | The Christmas Shoes       | Lily Layton        | Protagonista, película de TV                  |
| 2002          | Doc                       | Lauren             | Invitada 1 episodio, serie de TV              |
| 2003          | The Elizabeth Smart Story | Elizabeth Smart    | Protagonista, película de TV                  |
| 2004          | Resident Evil: Apocalypse | Hija               | Elenco secundario, película de cines          |
| 2004          | Dark Oracle               | Rebecca            | Invitada 1 episodio, serie animada de TV      |
| 2005          | The Power Strikers        | Tracey Battle      | Elenco principal, serie de TV                 |
| 2007–presente | Heartland                 | Amy Fleming        | Protagonista, serie de TV CBC                 |
| 2010          | A Heartland Christmas     | Amy Fleming        | Protagonista, película de TV CBC              |
| 2011          | Travel Plans              | Girl               | Elenco principal, cortometraje                |
| 2014          | Mutant World              | Nicole             | Elenco principal, película                    |
| 2014          | Royal Canadian Air Farce  | Amy Fleming        | Invitada 1 episodio, serie de TV              |
| 2019          | The Good Americans        | Ella misma         | Documental                                    |
| 2019          | Hudson                    | Amy Fleming Borden | Invitada 2 episodios, serie de TV CBC         |
| 2020          | Love in Harmony Valley    | Emma               | Protagonista, película de TV                  |
| 2023          | My Christmas Guide        | Peyton             | Protagonista, película de TV Hallmark Channel |